# Saint-Hilaire-les-Andrésis
Saint-Hilaire-les-Andrésis es una comuna francesa situada en el departamento de Loiret, en la región de Centro-Valle del Loira.

## Demografía
| 525 | 475 | 400 | 447 | 558 | 750 | 963 |
| Para los censos de 1962 a 1999 la población legal corresponde a la población sin duplicidades (Fuente: INSEE [Consultar]) |     |     |     |     |     |     |